# Gareth Southgate
Gareth Southgate (n. 3 septembrie 1970, Watford, Anglia, Regatul Unit) este un fotbalist britanic retras din activitate, care a jucat pe post de fundaș central la echipe ca Crystal Palace, Aston Villa și Middlesbrough. Pe plan internațional, are prezențe la națională pentru Anglia. După încheierea carierei, a devenit antrenor, și a antrenat, printre altele, Echipa națională de fotbal a Angliei, Anglia U-21⁠(d) și Middlesbrough.